# Grabos II
Grabos II was een Illyrische koning. Hij regeerde gedurende de 4 eeuw v.Chr. over het zuiden van Illyrië. 